# Impera
Impera (estilizado em letras maiúsculas) é o quinto álbum de estúdio da banda sueca de rock Ghost. Lançado no dia 11 de março de 2022 pela gravadora Loma Vista, o álbum foi anunciado junto ao lançamento do single "Call Me Little Sunshine" e tem como tema a ascensão e queda de impérios.

## História
Em uma entrevista, Tobias Forge disse que a inspiração do álbum veio em 2013 após ele ler um livro chamado "The Rule Of Empires: Those Who Built Them, Those Who Endured Them, And Why They Always Fall"  de Timothy Parsons ("A Regra dos Impérios: Aqueles Que Os Construíram, Aqueles Que Os Suportaram, E Porque Eles Sempre Caem", em tradução livre ao português).
No dia 30 de setembro de 2021, a banda lançou o single "Hunter's Moon" em colaboração com o filme slasher Halloween Kills. No dia 20 de janeiro de 2022, Ghost lançou o single "Call Me Little Sunshine". No mesmo dia, a banda anunciou o título do quinto álbum de estúdio, "Impera", com a data de lançamento para o dia 11 de março de 2022.
O single "Twenties" foi lançado no dia 2 de março de 2022, junto com um vídeo com a letra da música.

## Gravação
Embora tenha sido originalmente planejado que a banda gravasse o álbum em 2020 e lançasse-o no início de 2021, a banda entrou em estúdio para iniciar as gravações apenas em janeiro de 2021. A gravação durou seis semanas e a mixagem/masterização levou de duas a três semanas. O álbum foi produzido por Klas Åhlund e mixado por Andy Wallace, que também fez o mesmo para o álbum de 2015 da banda, Meliora.

## Tema
O tema de Impera é a "ascensão e queda de impérios". É dito de se passar centenas de anos depois da Peste Negra no século XIV, tema do álbum anterior, Prequelle.
A arte da capa faz referência ao ocultista inglês Aleister Crowley.
No dia 26 de janeiro, a revista Kerrang! publicou uma entrevista com o vocalista Tobias Forge, na qual ele revelou que a música "Respite On The Spitalfields" é sobre o assassino em série Jack, o Estripador, cujas vítimas eram moradoras do bairro Spitalfields, em Londres. Na mesma entrevista, Forge revelou que a música "Griftwood" é inspirada no Ex-Vice-presidente dos Estados Unidos Mike Pence.

## Promoção

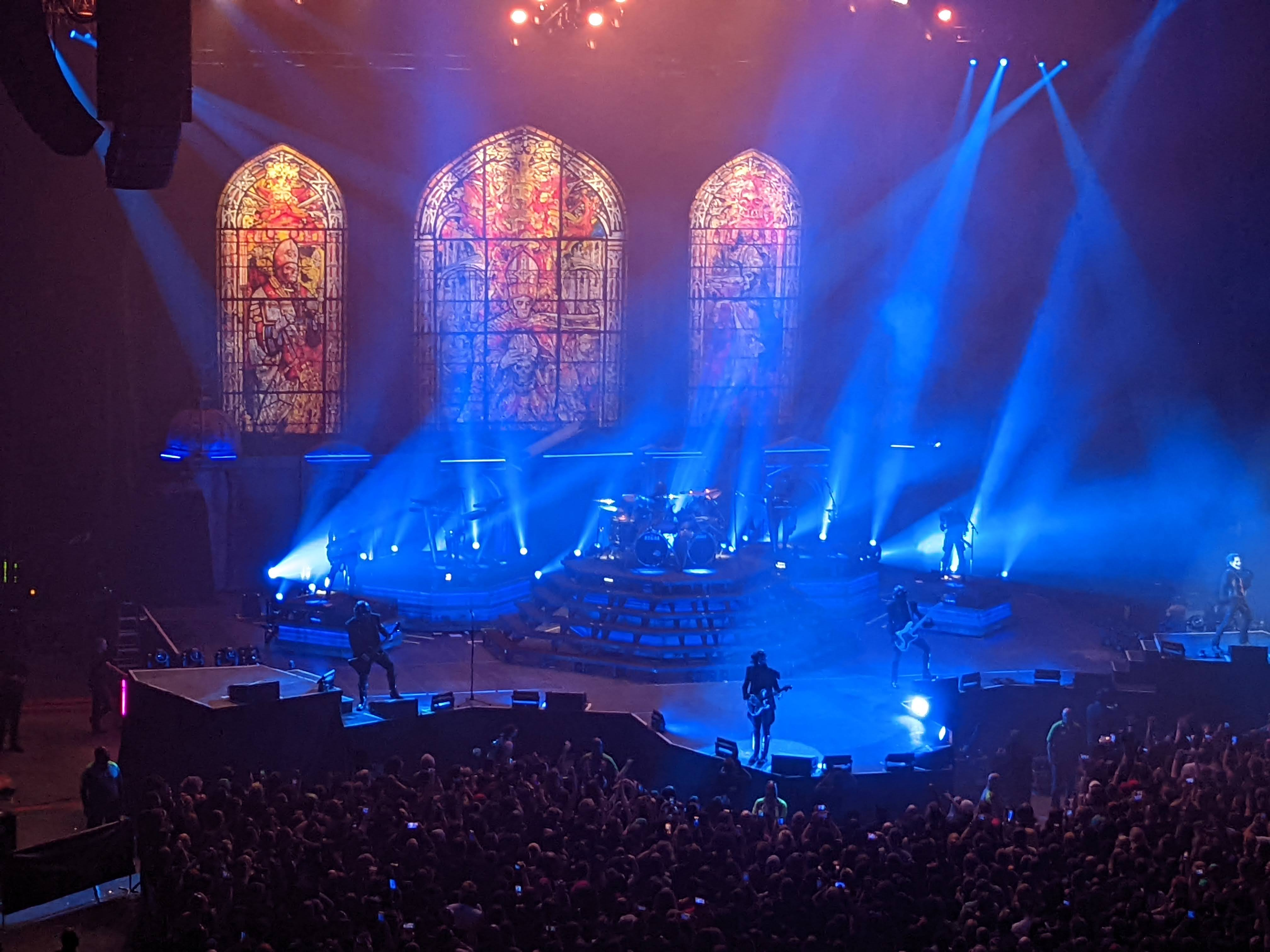
Ghost se apresentando na turnê Imperatour em Tampa, Flórida.

No dia 25 de janeiro de 2022, Ghost iniciou uma turnê conjunta com a banda dinamarquesa Volbeat. O tour aconteceu em 26 cidades dos Estados Unidos, com sua estreia tendo acontecido em Reno, Nevada. Nessa turnê a banda estreou a música "Kaisarion", segunda faixa do álbum, e também foi a primeira vez que a banda tocou a música "Hunter's Moon" ao vivo.
O grupo também anunciou a turnê solo chamada "Imperatour", que começou na Europa no dia 9 de abril, na cidade de Manchester, Inglaterra. No dia 17 de maio, a banda anunciou a segunda etapa do Imperatour nos Estados Unidos, que começou em San Diego, Califórnia, no dia 26 de agosto. O show contou com a estreia ao vivo da canção "Watcher In The Sky".
Em 2023, a banda iniciou o Re-Imperatour como continuação da turnê original. A extensão teve início em agosto na cidade de Concord, Califórnia, com o último show acontecendo em Brisbane, na Austrália, em 5 de outubro. O Re-Imperatour marcou a primeira volta da banda ao Brasil em 6 anos.

## Desempenho comercial
Impera estreou em primeiro lugar em cinco países, incluindo o país natal da banda, a Suécia, e ficou no top 40 de várias paradas em todo o mundo.
Nos Estados Unidos, Impera estreou em segundo lugar na parada Billboard 200, atrás de 7220, de Lil Durk, vendendo 70.000 unidades em sua primeira semana, das quais 62.500 foram vendas de álbuns físicos. É o álbum de maior sucesso do Ghost nos Estados Unidos, ultrapassando a posição de Prequelle, que ocupava o terceiro lugar, além de ter maior semana de vendas de álbuns físicos de 2022 nos Estados Unidos. Também alcançou o segundo lugar no Reino Unido, tornando-se o álbum de maior sucesso da banda nesse país, atrás de Who Cares?, de Rex Orange County.

## Recepção
| Críticas profissionais | Críticas profissionais |
| Pontuações agregadas   | Pontuações agregadas   |
| Fonte                  | Avaliação              |
| ---------------------- | ---------------------- |
| AnyDecentMusic?        | 7.5/10                 |
| Metacritic             | 84/100                 |
| Avaliações da crítica  |                        |
| Fonte                  | Avaliação              |
| AllMusic               | [ 35 ]                 |
| Blabbermouth.net       | 8/10                   |
| Classic Rock           | [ 37 ]                 |
| Exclaim!               | 7/10                   |
| Kerrang!               | 4/5                    |
| Metal Hammer           | [ 40 ]                 |
| Metal Injection        | 9/10                   |
| Metal Sucks            | [ 42 ]                 |
| NME                    | [ 43 ]                 |
| PopMatters             | 8/10                   |

Impera recebeu aclamação da crítica após seu lançamento. No Metacritic, que atribui uma classificação normalizada de 100 a críticas de publicações tradicionais, o álbum recebeu uma pontuação média de 84, o que indica "aclamação universal", com base em 8 críticas.
Thom Jurek, da AllMusic, foi positivo em relação ao álbum, afirmando: “Impera é o exercício mais descarado de brilho exuberante de pop/rock que o Ghost já lançou até hoje; ele estabelece uma frente requintada em sua própria busca pela dominação global do rock.” Dom Lawson, do Blabbermouth.net, chamou o álbum de "um dos álbuns de heavy metal (ou quase isso) mais espetaculares e cheios de ganchos dos últimos tempos." De acordo com Mark Beaumont, da Classic Rock, “o Ghost trocou os demônios medievais por seus equ.ivalentes modernos...” e comparou o álbum a American Idiot, do Green Day.
Manus Hopkins, do Exclaim!, chamou o álbum de “mais interessante tematicamente e mais complexo musicalmente do que seu antecessor”, mas foi menos positivo em relação ao afastamento da banda dos temas de adoração ao demônio e de uma imagem mais maligna. James Hickie, da Kerrang!, declarou que “Impera está entre os melhores do Ghost e certamente os levará ainda mais perto das alturas celestiais”. De acordo com Dave Everley, da Metal Hammer, “o Ghost criou um clássico do metal moderno com um coração de rock de arena. Acontece que o demônio não tem todas as melhores músicas. Tobias Forge é que tem.”
Jordan Blum, da Metal Injection, considerou o álbum “um pouco mais acessível e leve em comparação com seus dois ou três primeiros álbuns - priorizando o rock acolhedor em detrimento do metal estranho na maioria dos casos - mas isso não chega a ser uma falha, considerando o quão unificado e empolgante ele é”. A Metal Sucks comparou o álbum com Avatar e King Diamond e o chamou de “teatral, cativante e maligno da maneira mais acessível”. James McMahon, da NME, chamou as doze faixas do álbum de “uma proposta de pop-rock verdadeiramente deliciosa”. Adrien Begrand, da PopMatters, considerou que a letra da música “Twenties” é muito direta e aproxima a música “de um nível de desenho animado”. No entanto, Begrand elogiou os “riffs e melodias inteligentes” do álbum e considera que o álbum é o que “os estabelece como uma força comercial do hard rock”.
O single "Call Me Little Sunshine" recebeu uma indicação para Melhor Performance de Metal no 65º Grammy Awards, mas perdeu para "Degradation Rules" de Ozzy Osbourne e Tony Iommi.

### Reconhecimentos
| Publicação   | Lista                                                      | Classificação |
| ------------ | ---------------------------------------------------------- | ------------- |
| Metal Hammer | Os 50 melhores álbuns de 2022                              | 1             |
| Revolver     | 25 Melhores Álbuns de 2022                                 | 1             |
| AMAs         | Álbum de rock favorito                                     | –             |
| Kerrang!     | Os 50 melhores álbuns de 2022                              | 5             |
| Guitar World | Os 10 melhores solos de guitarra de 2022 (por "Griftwood") | 7             |
| Guitar World | Os melhores álbuns de guitarra de 2022                     | 11            |

## Faixas
O disco conta com 12 faixas.
| N.º            | Título                             | Compositor(es)                         | Duração |  |
| 1.             | "Imperium"                         | Tobias Forge                           | 1:40    |  |
| 2.             | "Kaisarion"                        | Forge, Joakim Berg                     | 5:02    |  |
| 3.             | "Spillways"                        | Forge, Salem Al Fakir, Vincent Pontare | 3:16    |  |
| 4.             | "Call Me Little Sunshine"          | Forge, Max Grahn                       | 4:44    |  |
| 5.             | "Hunter's Moon"                    | Forge, Grahn                           | 3:16    |  |
| 6.             | "Watcher In The Sky"               | Forge, Al Fakir, Pontare               | 4:58    |  |
| 7.             | "Dominion"                         | Forge, Al Fakir, Pontare               | 1:22    |  |
| 8.             | "Twenties"                         | Forge, Al Fakir, Pontare               | 3:46    |  |
| 9.             | "Darkness At The Heart Of My Love" | Forge, Al Fakir, Pontare               | 4:58    |  |
| 10.            | "Griftwood"                        | Forge, Peter Svensson, Klas Åhlund     | 5:16    |  |
| 11.            | "Bite Of Passage"                  | Forge                                  | 0:31    |  |
| 12.            | "Respite On The Spitalfields"      | Forge, Berg                            | 6:42    |  |
| Duração total: | Duração total:                     | Duração total:                         | 45:31   |  |

| Edição Digital do Bandcamp |                                                           |         |  |
| N.º                        | Título                                                    | Duração |  |
| 13.                        | "Hunter's Moon" (Film Version / LV Exclusive Bonus Track) | 3:10    |  |
| Duração total:             | Duração total:                                            | 48:41   |  |

## Créditos
Créditos adaptados do encarte.
| - Papa Emeritus IV - Nameless Ghouls - Klas Åhlund – produção - Andy Wallace – mixagem - Zbigniew Bielak – arte de capa - Ted Jensen – masterização | - Fredrik Åkesson – guitarra - Hux Nettermalm – bateria - Martin Hederos – piano, órgão - Alva Åkesson – coral (8) - Elvira Nettermalm – coral (8) - Inez Johansson – coral (8) - Lita Åhlund – coral (8) - Minou Forge – coral (8) - Olivia Boman – coral (8) - Anna Mosten – coral (9, 12) - Estherlivia – coral (9, 12) - Ida Gratte – coral (9, 12) - Ida Johansson – coral (9, 12) - Jade Ell – coral (9, 12) - Johanna Eriksson Sanmark – coral (9, 12) |

## Posições nas paradas
| Parada (2022)                                 | Posição alcançada |
| --------------------------------------------- | ----------------- |
| Australian Albums (ARIA)                      | 3                 |
| Áustria (Ö3 Austria Top 40)                   | 1                 |
| Bélgica (Ultratop Flandres)                   | 2                 |
| Bélgica (Ultratop Valônia)                    | 3                 |
| Canadá (Billboard)                            | 3                 |
| Dinamarca (Hitlisten)                         | 12                |
| Países Baixos (Dutch Charts)                  | 2                 |
| Finlândia (Suomen virallinen lista)           | 1                 |
| França (SNEP)                                 | 5                 |
| Alemanha (Offizielle Deutsche Charts)         | 1                 |
| Irlanda (Official Irish Albums)               | 5                 |
| Italian Albums (FIMI)                         | 20                |
| New Zealand Albums (RMNZ)                     | 38                |
| Noruega (VG-lista)                            | 2                 |
| Escócia (Official Scottish Albums)            | 2                 |
| Espanha (PROMUSICAE)                          | 1                 |
| Swedish Albums (Sverigetopplistan)            | 1                 |
| Suíça (Schweizer Hitparade)                   | 5                 |
| Reino Unido (Official Albums Chart)           | 2                 |
| Reino Unido (UK Rock & Metal Albums)          | 1                 |
| Estados Unidos (Billboard 200)                | 2                 |
| Estados Unidos (Billboard Independent Albums) | 1                 |
| Estados Unidos (Top Hard Rock Albums)         | 1                 |
| Estados Unidos (Top Rock Albums)              | 1                 |

## Certificações
| Região                                                                                             | Certificação | Vendas  |
| -------------------------------------------------------------------------------------------------- | ------------ | ------- |
| Suécia (GLF)                                                                                       | Ouro         | 20 000^ |
| *números de vendas baseados somente na certificação ^distribuições baseadas apenas na certificação |              |         |